# Codocera ferruginea
Codocera ferruginea är en skalbaggsart som beskrevs av Johann Friedrich von Eschscholtz 1818. Codocera ferruginea ingår i släktet Codocera och familjen Ochodaeidae. Utöver nominatformen finns också underarten C. f. chinensis.

## Bildgalleri

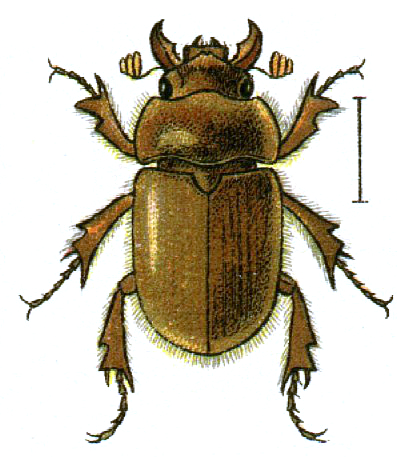